# 岡崎賢次
岡崎 賢次（おかざき けんじ、1862年2月18日（文久2年1月20日）- 1922年（大正11年）2月14日）は、明治から大正期の弁護士、公証人、実業家、政治家、自由民権運動家。衆議院議員、高知市会議長。

## 経歴
土佐国土佐郡、のちの高知県土佐郡初月村（現高知市）で、土佐藩士・岡崎賢七の長男として生まれる。1883年（明治16年）12月、家督を相続した。1885年（明治18年）東京専門学校（現早稲田大学）法律科を卒業した。
1887年（明治20年）3月、公証人となる。同年9月、代言人試験に合格し、同年11月、高知市で代言人（弁護士）を開業した。講法館、法学館の講師を務めた。自由民権運動に加わり、三大事件建白運動にも参加。1888年（明治21年）5月、板垣鉾太郎の泰平学校で法律科の講義を担当した。その後、高知教育会議員、高知法律学校幹事、高知商工会委員などを務めた。
1891年（明治24年）9月、高知県会議員に就任し、同参事会員も務めた。1892年（明治25年）4月、高知市会議員に選出され、同議長を3期務めた。1899年（明治32年）10月、県会議員に再選された。
1902年（明治35年）8月の第7回衆議院議員総選挙で高知県郡部から立憲政友会所属で立候補したが次点で落選。1903年（明治36年）3月、第8回総選挙（高知県高知市、無所属）で当選した。政友会に所属したが、同年7月、政友会総裁伊藤博文の独裁に対する不満から片岡健吉、林有造らと政友会を離党し、島田糺と同志研究会に所属。1904年（明治37年）1月の第9回総選挙（高知市、無所属）では次点で落選し、衆議院議員に1期在任した。
実業界では、1896年（明治29年）帝国商船専務取締役となり、その後、同社長を務めた。1900年（明治33年）土佐銀行取締役に就任し、専務取締役となり、大東漁業取締役も務めた。